# خالان‌لی
خالان‌لی (ترکی آذربایجانی: Xallanlı) یک منطقهٔ مسکونی در جمهوری آرتساخ است که در استان شاهومیان واقع شده‌است.